# MG-2416
『MG-2416』（エムジーニイヨンイチロク）は、2013年3月24日沖縄国際映画祭にて公開の日本映画。

## 概要
本作は、よしもとクリエイティブ・エージェンシーと丸亀市がタッグを組み、第5回沖縄国際映画祭地域発信型映画部門の作品として2013年に制作された短編映画である。監督に谷口仁則、脚本に久馬歩を迎え、撮影はすべて香川県丸亀市で行われた。のべ150人の地域の人々が制作やエキストラ出演で応援した。
沖縄国際映画祭では丸亀市のゆるキャラ骨付じゅうじゅうもレッドカーペットを歩き、観客を賑わせた。
凱旋上映会は2013年5月4日丸亀お城祭りにて、丸亀市民会館で盛大に行われた。その後六本木、横浜ブリリアシアターにて上映、2013年10月、第2回氷見絆国際映画祭にて最優秀短編作品賞を受賞。2014年2月22日には、さぬき映画祭2014での上映も決定している。
第5回沖縄国際映画祭出品作品。第二回氷見絆国際映画祭最優秀短編作品賞。さぬき映画祭2014招待作品。

## キャスト
- 土居乾吉：兵動大樹(矢野・兵動)
- コンスタンティン・ブランシーク：谷澤恵里香
- ロドリゲス・マクティアナン：大木はんすけ
- 田中幸三:武田幸三
- かや:川上礼奈(NMB48)
- 南条:梶剛
- 土居俊輔:西野亮廣(キングコング)
- 子供ヒットマン:あきと

## スタッフ
- 脚本：久馬歩、谷口仁則
- 監督：谷口仁則
- 音楽：TAKUYA(OP・ED)、ミナカテルラ・ケンタロンギフィラ(劇伴)
- 撮影：蒲田実
- 照明：本村毅
- アシスタントプロデューサー：松永梨恵子
- 制作プロデューサー：やたにゆき
- プロデューサー：原知行、坂本直彦、覚野公一
- 製作：「MG-2416」製作委員会
- 配給：よしもとクリエイティブ・エージェンシー
- 後援：丸亀市

## 主題歌
- TAKUYA and the Cloud Collectorsの「Uncontrollable」。レコーディングプロデューサーに佐久間正英を迎えたため、エンドロールにもクレジットされている。

## 備考
すべて香川県丸亀市で撮影されている。丸亀市猪熊弦一郎現代美術館、クリントピア丸亀、中津万象園、ＪＲ丸亀駅など。